# Apion scandinavicum
Apion scandinavicum är en skalbaggsart som beskrevs av Juana G. Dieckmann 1977. Apion scandinavicum ingår i släktet Apion, och familjen spetsvivlar. Arten är reproducerande i Sverige.